# Hugh Gaitskell

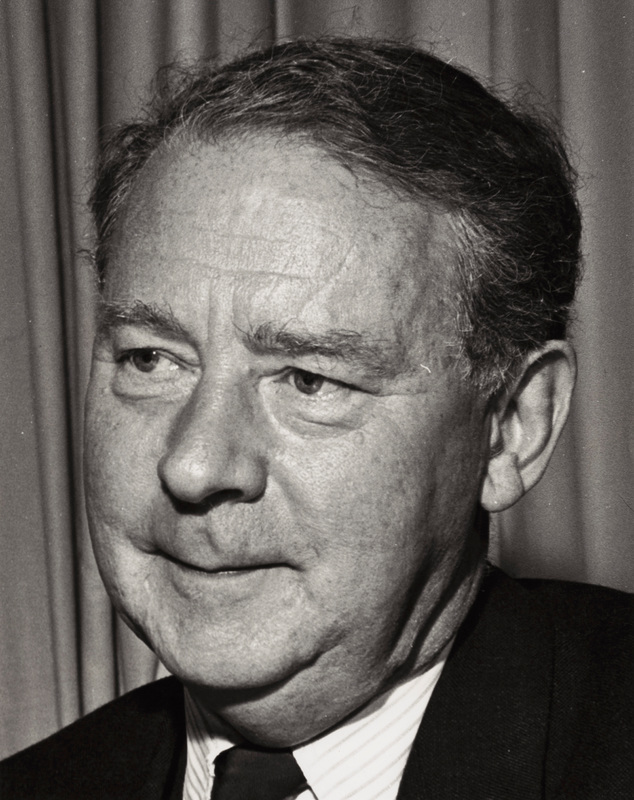
Gaitskell 1961

Hugh Todd Naylor Gaitskell (Londen, 9 april 1906 - 18 januari 1963) was een Brits politicus voor de Labour Party. Gaitskell vervulde diverse ministeriële posities binnen het kabinet van premier Clement Attlee. Gaitskell was van 1955 tot aan zijn dood in 1963 leider van de Labour Party en oppositieleider in het Britse Lagerhuis.

## Vroege leven
Hugh Gaitskell studeerde aan Winchester College en aan de University of Oxford. In 1927 legde hij examens af voor de gecombineerde vakken filosofie, politiek en economie. In 1933-34 was hij gastdocent aan de Universiteit van Wenen waar hij onder andere met Ludwig von Mises in contact kwam. In 1934 was Gaitskell getuige van de Oostenrijkse Burgeroorlog. Deze gebeurtenis maakte diepe indruk op Gaitskell. Mede hierdoor stond Gaitskell vijandig tegenover het conservatisme. Ook vond hij de marxistische visie van veel Europese sociaaldemocraten zinloos. Gaitskell kenmerkte zich als een socialistische revisionist.

## Politieke loopbaan
Vanaf 1945 was Gaitskell lid van het Lagerhuis. Van 1950 tot en met 1951 was hij minister van financiën. Zijn tijd als minister van financiën werd gedomineerd door inspanningen om deelname van Groot-Brittannië aan de Korea Oorlog te financieren. Dit veroorzaakte een grote druk op de overheidsfinanciën. Na het aftreden van Clement Attlee, en na een leiderschapsverkiezing tegen Aneurin Bevan, werd Gaitskell leider van de Labour Party. Hij wordt door sommigen beschouwd als "de beste premier die we nooit hebben gehad".
Labour zou naar verwachting de verkiezingen van 1959 winnen, maar deed dat niet. Twijfels over de geloofwaardigheid van plannen om pensioenen te verhogen en een effectieve campagne van opponent Harold Macmillan, resulteerde in een overwinning van de Conservatieven. Harold Macmillan voerde de slogan "Life is better with the Conservatives, don't let Labour ruin it" ("Leven is beter met de Conservatieven, laat Labour dit niet verwoesten"). De slogan doelde op de economische vooruitgang van Groot-Brittannië destijds. De verkiezingsnederlaag leidde tot de vraag of Labour, onder het leiderschap van Gaitskell, ooit weer een verkiezing kon winnen. Desalniettemin bleef Gaitskell aan als partijleider.
Na de verkiezingsnederlaag gingen de interne geschillen binnen Labour door. Gaitskell gaf de linkervleugel van de partij de schuld van de verkiezingsnederlaag. Gaitskell stelde voor om Labour's beleid omtrent nationalisatie van industrieën te hervormen. Volgens Gaitskell was het huidige beleid omtrent nationalisatie ofwel overbodig ofwel een politieke verplichting geworden. Gaitskell zorgde er ook voor dat Labour in 1960 een unilateraal standpunt innam omtrent het terugdringen van nucleaire wapens. Het standpunt veranderde het volgende jaar, en bleef de gemoederen binnen de partij bezighouden. De linkervleugel van Labour riep op om een nieuwe partijleider aan te stellen. Gaitskell ging in 1960 en 1961 een succesvol leiderschapsstrijd aan met respectievelijk Harold Wilson en Anthony Greenwood.

### Euroscepsis
Gaitskell vervreemdde een aantal van zijn aanhangers door zich openlijk uit te spreken tegen een Brits lidmaatschap van de Europese Economische Gemeenschap. Tijdens een toespraak op het partijcongres van oktober 1962 beweerde Gaitskell dat Groot-Brittanniës deelname aan een Federaal Europa "the end of Britain as an independent European state, the end of a thousand years of history!" ("het einde van Groot-Brittannië als een onafhankelijke Europese staat, het einde van duizend jaar geschiedenis!") zou betekenen. Hij voegde eraan toe: "You may say, all right! Let it end! But, my goodness, it's a decision that needs a little care and thought." ("Je zou kunnen zeggen, prima! Laat het eindigen! Maar, mijn hemel, het is een beslissing die een beetje meer zorg en overweging nodig heeft").

## Nalatenschap
Omdat Gaitskell nooit premier van Groot-Brittannië was geweest, hoewel menigeen hem wel de capaciteiten daartoe toedichtte, wordt Gaitskell met respect herinnerd door mensen binnen en buiten de Labour Party. Vandaar dat Gaitskell door sommige Britten wordt beschouwd als "de beste premier die we nooit hebben gehad".
Voormalig Labour-parlementslid Tony Benn vergeleek Gaitskells standpunt over de Suezcrisis met de houding van voormalig premier Tony Blair ten opzichte van de Irakoorlog. Margaret Thatcher, daarentegen, noemde Tony Blair de meest ontzagwekkende Labour-leider sinds Hugh Gaitskell.
In 1978, 15 jaar na zijn dood, werd een nieuwbouwwijk in de West Midlands naar Gaitskell vernoemd: Gaitskell Terrace.